# Plasmodium vivax
Plasmodium vivax je jednobuněčný parazitický prvok z rodu Plasmodium. Patří mezi pět druhů způsobujících malárii u lidí. Tento druh je považován za nejrozšířenějšího původce malárie mimo Afriku a je známý svou schopností přetrvávat v játrech hostitele ve formě hypnozoitů, což může vést k relapsům onemocnění i dlouho po primární infekci. Infekce P. vivax je méně smrtelná než infekce Plasmodium falciparum, přesto může způsobovat závažné zdravotní komplikace a má veliký ekonomický dopad.

## Životní cyklus[2]

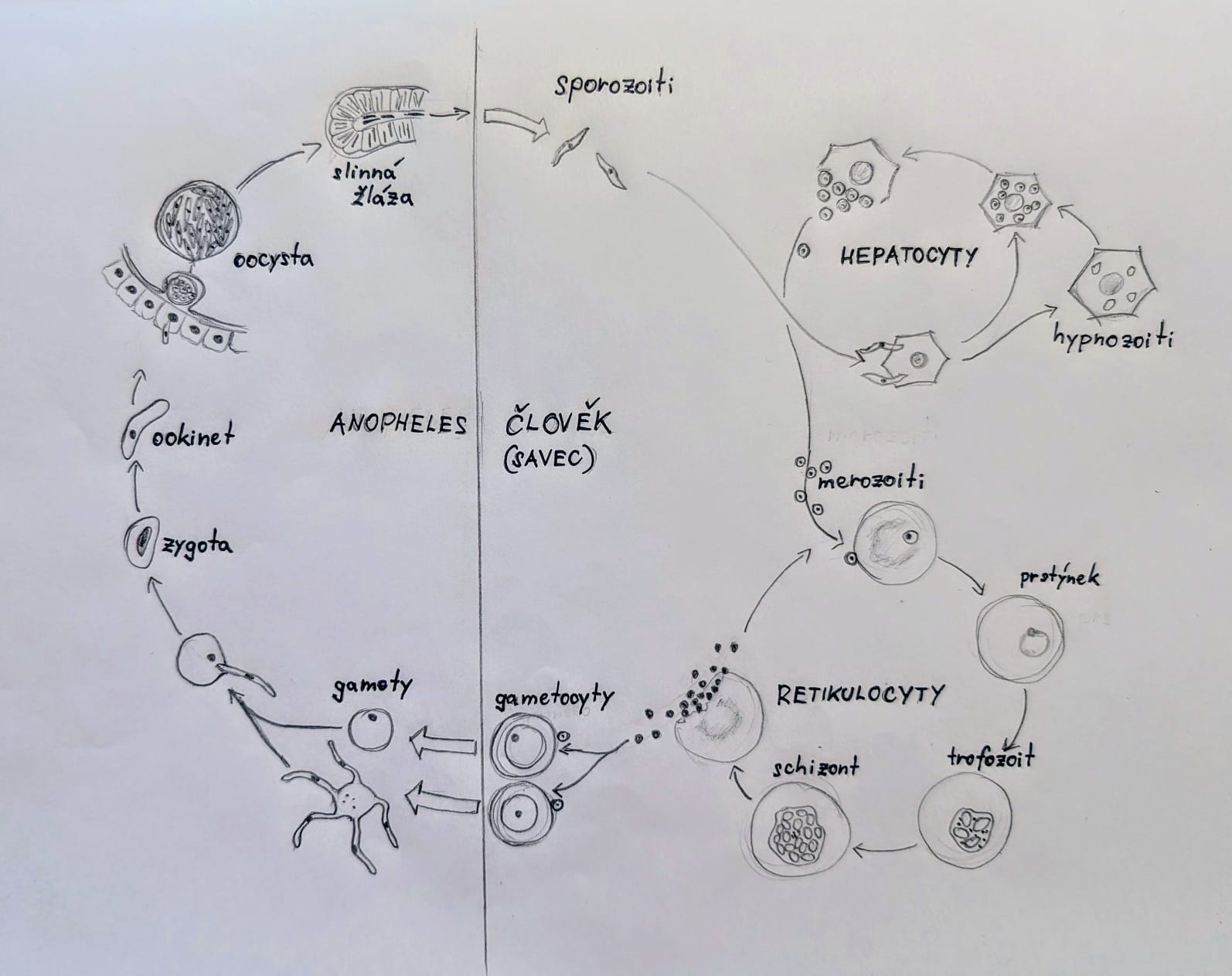
Životní cyklus P. vivax

Životní cyklus Plasmodium vivax zahrnuje dva hostitele, člověka a komára rodu Anopheles. Člověk je mezihostitelem a Anopheles je definitivním hostitelem, protože v něm dochází k pohlavnímu rozmnožování parazita.

### Přenos a jaterní fáze (jaterní schizogonie)
K infekci dochází při kousnutí infikovaným komárem, který ve svých slinách přenese sporozoity do krevního oběhu člověka. Sporozoiti rychle pronikají do jaterních buněk, kde se vyvíjejí do schizontů a produkují tisíce merozoitů. Někteří však zůstávají v játrech jako hypnozoiti, kteří mohou po týdnech až letech reaktivovat infekci.

### Erytrocytární fáze (erytrocytární schizogonie)
Merozoiti se uvolňují do krevního oběhu a napadají mladé červené krvinky (retikulocyty). K proniknutí do retikulocytů využívají Duffy antigen, který se přirozeně vyskytuje na povrchu červených krvinek. V retikulocytech procházejí merozoiti vývojem přes „prstýnek“ a trofozoity až po schizonty, kteří uvolní další merozoity. Merozoiti se uvolňují prasknutím červené krvinky, která je v tuto fázi až dvakrát větší než normálně. Napadené krvinky praskají synchronizovaně každých 48 hodin, což způsobuje tzv. malarickou horečku. Někteří merozoiti se v retikulocytech vyvinou v gametocyty, které jsou klíčové pro přenos na komára.

### Přenos na komára
Pokud komár nasaje krev obsahující gametocyty, ty se ve střevě komára dále vyvíjejí, splynou v zygotu a vytvářejí pohyblivou ookinetu. Ta proniká do stěny střeva, kde se vyvine v oocystu, produkující nové sporozoity. Tito sporozoiti se dostanou do slinných žláz komára a mohou infikovat dalšího hostitele.

### Význam Duffy antigenu
P. vivax dokáže infikovat červené krvinky, protože má tzv. Duffy vazebný protein (Duffy binding protein). Tím rozpozná Duffy antigen na povrchu červených krvinek a může do nich proniknout. V západní Africe je rozšířena Duffy-negativní mutace (Duffy antigen je nefunkční, nedochází k vazbě Duffy vazebného proteinu). Nositelé této mutace jsou imunní vůči infekci P. vivax, a proto je infekce v Africké populaci méně častá.
Recentní studie ukázaly, že P. vivax v některých oblastech dokáže napadat i Duffy-negativní červené krvinky a způsobit infekci u lidí s Duffy-negativní mutací. Jedná se nejspíše o novou adaptaci parazita, který tak není plně závislý na přítomnosti Duffy antigenu u červených krvinek.

## Patologie
Infekce P. vivax způsobuje malárii, která se projevuje opakujícími se horečkami (typicky každých 48 hodin), anémií způsobenou destrukcí červených krvinek, zvětšením sleziny (splenomegalie), únavou a slabostí.
Ačkoli P. vivax obvykle nezpůsobuje smrtelné komplikace jako P. falciparum, může vést k těžkým formám malárie, včetně postižení mozku, poškození orgánů a vážné anémie.

## Léčba a prevence

### Léčba[5]
K léčba infekce Plasmodium vivax se využívají:
- Chlorochin – používaný k odstranění parazitů v krvi
- Primaquin nebo tafenoquin – nutné k eradikaci hypnozoitů v játrech a prevenci relapsů
- V oblastech s rezistencí na chlorochin se používají kombinace jako artesunát + mefloquin

Před nasazením primaquinu nebo tafenoquinu je nutné otestovat pacienty na deficit enzymu glukóza-6-fosfát dehydrogenázy (G6PD), protože u těchto jedinců mohou tyto léky způsobit hemolytickou anémii.

### Prevence[1]
Prevence infekce Plasmodium vivax zahrnuje:
- Použití moskytiér a repelentů k ochraně před kousnutím komáry
- Insekticidy a opatření ke snížení populace komárů
- Chemoprofylaxe pro osoby cestující do endemických oblastí
- Vývoj vakcín, které by mohly poskytnout dlouhodobou ochranu proti infekci

## Geografické rozšíření[1]
Plasmodium vivax se vyskytuje převážně v:
- Asii (Indie, Indonésie, Pákistán, Čína, Myanmar, Filipíny)
- Latinské Americe (Brazílie, Kolumbie, Peru, Venezuela)
- Africe (především na Madagaskaru a v některých oblastech Etiopie)
- Tichomořských ostrovech

V některých oblastech, zejména v jihovýchodní Asii a Jižní Americe, se objevují rezistentní kmeny, což komplikuje léčbu.

## Původ
Dlouho se předpokládalo, že P. vivax pochází z jihovýchodní Asie. Genetické studie však ukázaly, že pochází z Afriky. Díky rozšíření mutace, která způsobuje nefunkčnost Duffy faktoru, byly infekce P. vivax v Africe výrazně potlačeny a parazit se rozšířil hlavně do Asie a Jižní Ameriky. P. vivax se nejspíše vyvinul z kmene parazitů, kteří infikovali šimpanze, gorily a lidi v Africe.